# یان لی کان
یان لی کان (انگلیسی: Yann LeCun؛ زادهٔ ۸ ژوئیهٔ ۱۹۶۰) دانشمند در زمینه علوم رایانه اهل فرانسه است.
وی همچنین برندهٔ جوایزی همچون جایزه تورینگ در سال ۲۰۱۸ شده‌است.